# 黃毛蠅
黃毛蠅（學名：Mormotomyia hirsuta）又名妖蠅，為妖蠅科（Mormotomyiidae）妖蠅屬的唯一物種，是肯亞一種很罕有的蒼蠅。它們最初是在肯亞Okazzi山脈中的一個位點發現，其幼蟲則是在蝙蝠的糞石中發現。推測成蟲是以蝙蝠身體的分泌物為食物。
本種長約1厘米，腳有毛。它們的翅膀已失去效用，眼睛也很細小，所以它們看似蜘蛛。其標本只曾於1933年及1948年被採集得到。

## 分類
妖蠅科舊屬大跗蠅總科（Sphaeroceroidea），後來先後被歸類於蝨蠅總科（Hippoboscoidea）及鳥蠅總科（Carnoidea），直到2011年才歸類至水蠅總科。

## 外部連結
- Daily Mail